# Steginoporella mandibulata
Steginoporella mandibulata är en mossdjursart som beskrevs av Harmer 1926. Steginoporella mandibulata ingår i släktet Steginoporella och familjen Steginoporellidae. Inga underarter finns listade i Catalogue of Life.